# Škoda MU-4
De Škoda MU-4 (Š-1, T-1) was een tankette die ontwikkeld en gebouwd werd door de Tsjecho-Slowaakse firma Škoda vanaf 1932. Er werd één prototype gebouwd. De MU-4 was een doorontwikkeling van de MU-2. MU staat voor “malý útočný”, of “malý útočný vůz”, wat licht aanvalsvoertuig betekent.

## Geschiedenis
In de periode na de Eerste Wereldoorlog werden er veel lichtbewapende tanks zonder koepel geproduceerd, zogenaamde tankettes. Een voorbeeld hiervan is de Carden-Loyd Mk. VI. De tankette was zo succesvol dat het in meerdere varianten niet alleen in het Verenigd Koninkrijk, maar ook in Italië, Polen, Frankrijk en de Sovjet-Unie werd geproduceerd. Ook het Tsjecho-Slowaakse bedrijf ČKD kocht in 1930 een licentie en startte de productie van de Tančik vz.33. Om te kunnen blijven concurreren met ČKD ontwikkelde Škoda een eigen tankette, de MU-2. Deze bleek niet goed te functioneren en zodoende werd het voertuig doorontwikkeld. Dit ontwerp kreeg de aanduiding MU-4.
De MU-4 vormde de basis voor twee andere tanks: de MU-6 en de Š-i-d.

## Ontwerp
De eerste ontwerptekening van de MU-4 dateert uit 17 december 1931. In 1932 werd de tankette gebouwd. De constructie van de MU-4 was gelast wat modern was voor deze tijdsperiode. Het ontwerp was, evenals de MU-2, grotendeels gebaseerd op de Carden-Loyd tankette. Wel waren er pantserplaten over de wielen gemonteerd voor bescherming. De bestuurder zat aan de rechter- en de commandant aan de linkerzijde. Beide hadden voor hen een vizier met kogelwerend glas.

## Gebruik
Doordat het Tsjecho-Slowaakse leger de Tančik vz.33 had besteld, vanwege motorproblemen van de MU-4 tijdens tests, probeerde Škoda de MU-4 in het buitenland te verkopen. In 1933 werden er voor het Joegoslavische leger tests uitgevoerd met de tankette. Na deze tests werden wijzigingen aangebracht aan de romp en er werd een krachtigere motor met 40 pk geplaatst. Na deze wijzigingen kreeg het voertuig de aanduiding Š-1. In Joegoslavië werd het ontwerp verkozen boven de Poolse TK-3 en de P-1 van ČKD. Om onduidelijke redenen werd er voor het voertuig echter geen bestelling geplaatst. Roemenië, Afghanistan, Hongarije en Zweden toonden allen interesse in het ontwerp, maar bestelden niets.
De tankette werd tot aan het einde van de Tweede Wereldoorlog opgeslagen en kreeg vanaf mei 1939 de aanduiding T-1. Na de Tweede Wereldoorlog werd het voertuig gebruikt als trekker voor civiele doeleinden. Het exemplaar is behouden en wordt heden tentoongesteld in het Militair Historisch Museum in Lešanoch.

## MU-4 70 mm
Tijdens de ontwikkeling van de tankette kregen de ingenieurs van Škoda het idee om een 70 mm BA-1 (vz.28) kanon op het chassis van de tankette te installeren. Samen met een pantserschild rond het kanon zou hierdoor het gewicht toenemen met ongeveer 170 kg. Het plan is niet meer daadwerkelijk uitgevoerd, maar het toont wel de ambitie van Škoda. Tevens is het een vroeg voorbeeld van gemechaniseerd geschut.